# إيجلجيلي
إيجلجيلي (بالإنجليزية: Igilgili) كانت مدينة رومانية بربرية في موريتانيا القيصرية. تقع في مدينة جيجل الحالية بالجزائر.